# Szabó János (földművelésügyi miniszter)
Szabó János (Tápiószentmárton, 1937. október 29. – Tápiószentmárton, 2021. február 25.) magyar ügyvéd, tárogatóművész, politikus, 1993 és 1994 között földművelésügyi miniszter.

## Élete
Szabó János 1937-ben született a Pest-Pilis-Solt-Kiskun vármegyei Tápiószentmártonban. 1960-ban a szegedi József Attila Tudományegyetem Állam- és Jogtudományi Karán szerzett jog diplomát summa cum laude minősítéssel. Előbb a Debreceni Katonai Ügyészségen, majd 1961-től a Szegedi Katonai Ügyészségen dolgozott ügyészségi fogalmazóként, illetve katonai ügyészként. 1963-ban bírói-ügyészi vizsgát tett. 1964-ben a Termelőszövetkezeti Tanács Csongrád megyei megbízotti irodáján, majd 1965-ben Csongrád Megyei Tanács VB mezőgazdasági osztályon volt jogügyi főelőadó. 1965 augusztusától 1991 decemberéig a Győri 1. sz. Ügyvédi Munkaközösség ügyvédje volt.
1989-ben a Független Kisgazdapárt tagja lett, az 1990-es országgyűlési választáson a párt Győr-Moson-Sopron megyei területi listájáról került a parlamentbe. Az Országgyűlés alkotmányügyi, törvényelőkészítő és igazságügyi bizottság alelnöke, valamint az ügyrendi és az önkormányzati, közigazgatási, belbiztonsági és rendőrségi bizottság tagja volt. 1992 januárjától 2016-ig egyéni ügyvédként praktizált Győrben. 1992 februárjában az Egyesült Kisgazdapárt frakciójának tagja lett. 1993 februárjában az Antall-kormány földművelésügyi minisztere lett, posztját a Boross-kormányban is megtartotta. Tevékenységét 1994-ben Tápiószentmárton önkormányzata díszpolgári címmel jutalmazta. Az 1994-es országgyűlési választásokon nem szerzett mandátumot.
1996 és 2000 között a Győr-Moson-Sopron Megyei Ügyvédi Kamara elnökségi tagja, 1998-tól 2010-ig Tápiószentmárton önkormányzati képviselője volt. A Szent Lázár Lovagrend Győri Kommendájának parancsnoki tisztét is ellátta. Az 1990-es évek második felében négy éven keresztül tanult tárogatón játszani, rendszeresen zenélt győri és tápiószentmártoni rendezvényeken. 2004-ben Talpasok Kara néven 16 tagú férfikart alapított, fesztiválokon és falunapokon léptek fel. 2021-ben hunyt el Tápiószentmártonban, 83 éves korában.